# Schwäbisturm

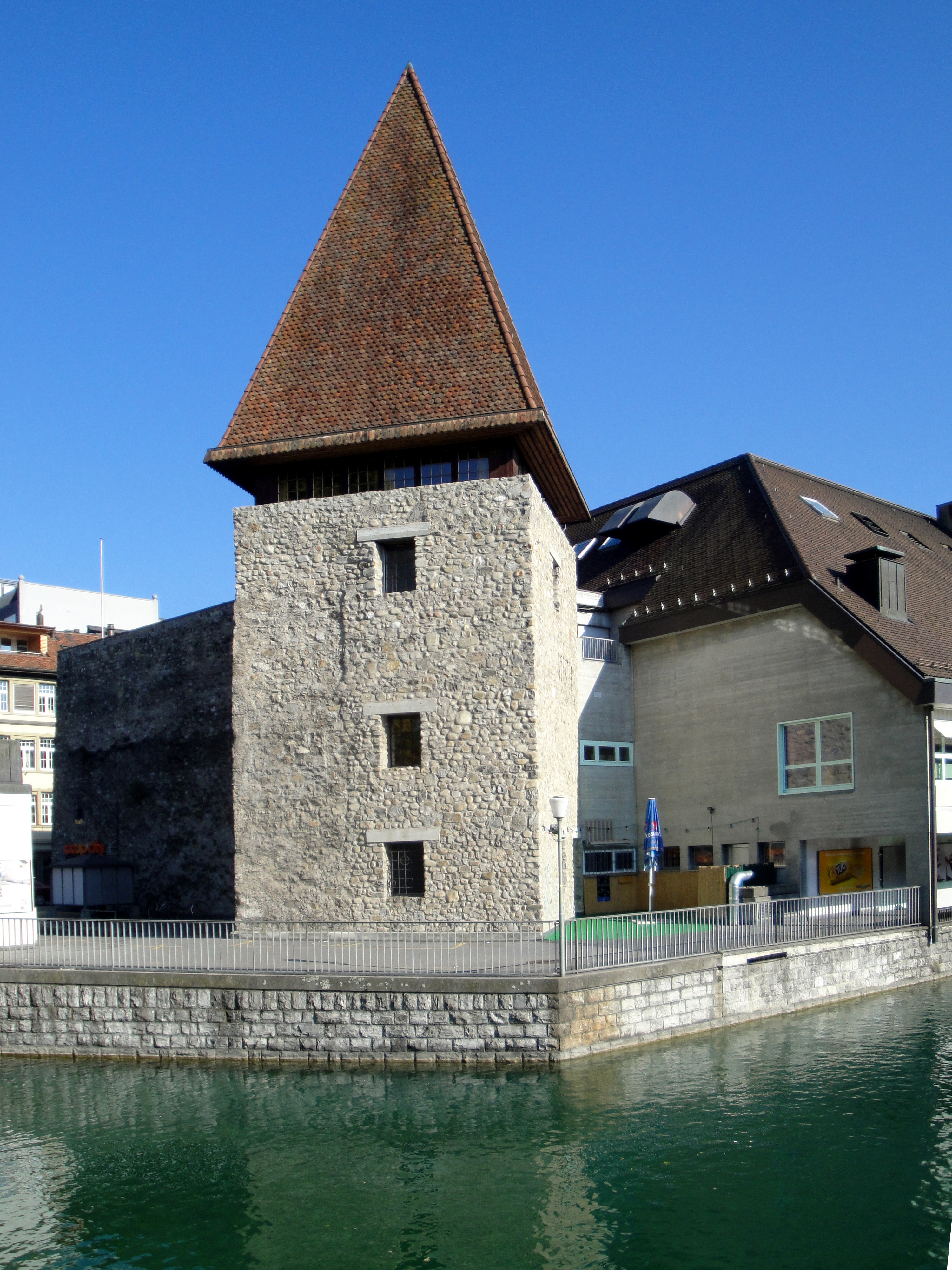
Der Schwäbisturm

Der Schwäbisturm in Thun, früher auch «Lochturm» genannt, wurde bei der ersten kyburgischen Stadterweiterung um 1250 zur Sicherung des Schwäbistores und der Aare-Zufahrt erbaut.
Ursprünglich war der Schwäbisturm ein gegen die Stadt hin offenes Vierecksprisma mit Zinnen, das später mit einem Spitzhelm versehen wurde. Das Gebäude wurde 1844 teilweise abgebrochen und verbaut.
1970 wurde das ursprüngliche Mauerwerk wieder freigelegt und anhand der erhaltenen Mauern und alter Bilder rekonstruiert.